# François-Alphonse Forel
François-Alphonse Forel (ur. 2 lutego 1841 w Morges w Szwajcarii, zm. 7 sierpnia 1912 tamże) – szwajcarski lekarz i przyrodnik, profesor, pionier badań Jeziora Genewskiego, twórca limnologii.
Studiował w Uniwrersytecie w Genewie, następnie w Montpellier, gdzie uzyskał dyplom z nauk przyrodniczych, a w 1867 ukończył studia otrzymując doktorat z medycyny na Uniwersytecie w Würzburgu. Karierę akademicką rozpoczął jako asystent katedry anatomii na tej samej uczelni. Po powrocie do Szwajcarii był wykładowcą Uniwersytetu w Lozannie (1869-1871), a następnie został mianowany profesorem nadzwyczajnym anatomii i fizjologii ogólnej w latach 1871-1895 oraz zoologii i anatomii porównawczej (1875-1895). 